# Diospyros subtruncata
Diospyros subtruncata là một loài thực vật có hoa trong họ Thị. Loài này được Hochr. mô tả khoa học đầu tiên năm 1905.